# Халибеков, Феликс Хайирбекович
Фе́ликс Хайирбе́кович Халибе́ков (род. 3 февраля 1990, Хивский район, Дагестанская АССР) — российский тяжелоатлет, мастер спорта международного класса России по тяжёлой атлетике. Первый и пока единственный за всю историю дагестанских тяжелоатлетов поднявшийся на пьедестал почета (серебро) чемпионата Европы среди мужчин.11 апреля 2016, в Фёрде (Норвегия) шёл чемпионат Европы по тяжелой атлетике. В весовой категории до 62 кг россиянин Феликс Халибеков стал вторым в двоеборье, выиграв также малое «серебро» в рывке. Первенствовал турок Хурсит Атак. Чемпион России (2013, 2014, 2015), бронзовый призёр Чемпионата Европы среди молодёжи и юниоров (2012). Выступает в весовой категории до 69 кг. Тренер «Железного» Феликса его земляк Абдулмеджидов Артур Максимович 1983 г.р.

## Биография
Феликс Халибеков родился 3 февраля 1990 года в с. Захит Хивского района Дагестана. По национальности лезгин. Студент Московского городского педагогического университета. Выступает за Москву и Санкт-Петербург.

## Спортивная карьера
В 2010 году в кипрском Лимасоле на первенства Европы по тяжёлой атлетике среди молодёжи и юниоров стал серебряным призёром в весовой категории до 62 кг с суммой 276 кг.
В 2012 году завоевал бронзовую награду первенства Европы среди молодёжи и юниоров в израильском Эйлате,
В мае 2013 года в Казани стал чемпионом России с результатом 315 кг (145+170). А в сентябре 2013 года завоевал статус чемпиона Европы среди молодёжи в столице Эстонии Таллине.
На чемпионате Европы 2014 года был четвёртым, показав 3-й результат в рывке (143 кг).
В августе 2014 года стал победителем проходившего в Грозном чемпионата России. В сумме двоеборья атлет показал результат 306 кг (140 в рывке и 166 кг в толчке).
На чемпионате России 2015 года выступил в категории до 62 кг, победив с результатом 285 кг (130+155).
11 апреля 2016 — серебряный призёр чемпионат Европы в Фёрде Норвегия, вк 62 с результатом (133+156)
В сентябре 2018 года на чемпионат России в Ростове-на-Дону победил в мужских соревнованиях в весовой категории до 69 кг с результатом 305 кг (140+165).